# Brouwersgracht
Le Brouwersgracht est un canal secondaire situé dans l'arrondissement Centrum de la ville d'Amsterdam aux Pays-Bas. 

Photo ancienne du Brouwersgracht et de ses bateaux à voile (entre 1867 et 1875), près de l'écluse Haarlemmersluis, avec sur la droite une église luthérienne (Archives d'Amsterdam)

## Localisation, géographie urbaine
Perpendiculaire aux quatre canaux principaux et concentriques du centre de la ville, le Prinsengracht, le Keizersgracht, le Herengracht et le Singel, il constitue la frontière nord du Grachtengordel (« Ceinture de canaux » en néerlandais). 
La section située entre le Prinsengracht et le Singelgracht délimite quant à elle le quartier du Jordaan. Le Brouwersgracht sert par ailleurs de point de départ des numéros des habitations situées sur les canaux de la ceinture de canaux, ainsi que sur le Singelgracht et le Lijnbaansgracht.

## Valeur patrimoniale
Dans une étude réalisée par le journal Het Parool en 2007, le canal et les rues qui le longent ont été classés en tête des 150 plus jolies rues d'Amsterdam.